# Calliopsis mendocina
Calliopsis mendocina är en biart som först beskrevs av Jörgensen 1912.  Calliopsis mendocina ingår i släktet Calliopsis och familjen grävbin. Inga underarter finns listade.